# Черепанов, Дмитрий Феофанович
Дмитрий Феофанович Черепанов (16 июня 1907—1992) — русский советский писатель, около 40 лет — журналист Семипалатинской областной газеты «Прииртышская правда».
Автор повести «Крутизна» о коллективизации Казахстане, документального романа «Ветер в лицо» о друге юности дивизионном комиссаре Е. П. Рыкове, произведений на антирелигиозную теме: пьеса «Звезда падучая», документальная повесть «Туман из ущелья», трилогия «Камень на дороге».

## Биография
Родился 16 июня 1907 года в селе Лосиха (ныне Верх-Уба) Змеиногорского уезда Томской губернии (ныне Шемонаихинский район Восточно-Казахстанской области) в семье слесаря-жестянщика.
В возрасте 13 лет весной 1920 года вступил в комсомол — комсомольская ячейка в Верх-Убе была создана одна из первых в Восточном Казахстане.
После окончания школы-семилетки в селе Предгорном поступил в Усть-Каменогорский педагогический техникум им. Воровского, где принимал активное участие в комсомольской работе.
Литературой увлёкся во время учёбы в педтехникуме. Русский язык там преподавал А. М. Волков — будущий автор цикла книг «Волшебник Изумрудного города», дружбу с которым Черепанов пронёс через всю жизнь, а обществоведение преподавал М. Иванусьев-Алтайский, создавший там литературное объединение «Звено Алтая», в котором состоял и Дмитрий Черепанов. В 1926 году его первые рассказы и стихи были напечатаны в «Крестьянском журнале» и «Журнале крестьянской молодёжи».
В 1927—1930 годах работал учителем в селе Мариновке и Усть-Бухтарме.
Принимал участие в нейтрализации Толстоуховского восстания в Бухтарминском крае.
В 1929 году в журнале «Сибирские огни» было напечатано стихотворение «Курганы». Писал корреспонденции в газеты.
В 1930 году был приглашён на работу в редакцию Семипалатинской областной газеты «Прииртышская правда».
В начале тридцатых годов был принят в Казахскую Ассоциацию Пролетарских Писателей.
14 января 1936 года был арестован, но уже через месяц дело было прекращено за отсутствием состава преступления.
Участник Великой Отечественной войны. В Красной Армии с марта 1942 года, на фронте с сентября 1942 года. Член ВКП(б) с 1943 года. Служил литературным сотрудником, затем секретарём редакции газеты «Ворошиловец» политотдела 83-я горнострелковая дивизия (с 9 октября 1943 года — 128-я гвардейская горнострелковая Туркестанская дивизия). Гвардии старший сержант.
Принимал участие в боях на Кавказе и Кубани, десантной операции по захвату Керченского плацдарма в Крыму.

В период ожесточённых боёв на Керченском полуострове … 16 января участвовал в налёте на опорный пункт немцев, совершённый группой бойцов 327 полка … Находясь непосредственно в 1 роте 327 полка лично участвовал в работе по политическому обеспечению боя. Беседы тов. Черепанова с разведчиками оказали глубокое влияние на успех выполнения боевой задачи. Командир роты тов. Степанов выразил ему личную благодарность.— из наградного листа на Орден Красной Звезды, 27 апреля 1944 года
Награждён боевыми орденами и медалями: Медаль «За отвагу» (1943), Орден Красной Звезды (1944), Медаль «За оборону Кавказа» (1944) Медаль «За победу над Германией в Великой Отечественной войне 1941—1945 гг.» (1945), Орден Отечественной войны II степени (1985)
После войны вернулся в Семипалатинск, в ту же газету «Прииртышская правда» и работал в ней до пенсии.
Автор статьей и очерков. Основной темой его корреспонденций была атеистическая пропаганда, борьба с религиозными пережитками.
Занимался литературным трудом. В 1956 году вышла в свет его первая книга «Крутизна». В 1958 году был принят в члены Союза писателей СССР.
Умер в 1992 году в Семипалатинске.

## Творчество
Дмитрий Черепанов автор нескольких книг среди которых наиболее значительны — роман Крутизна, рассказывающий о коллективизации в алтайских сёлах, сборник антирелигиозных очерков «Камень на дороге», «Туман из ущелья». Действие почти всех произведений Д. Черепанова связано с Казахстанским Алтаем — краем величавой и жуткой красоты и суровых, по-русски необыкновенных человеческих судеб, краем резких исторических контрастов. Он воссоздает его пейзажи, внимательно всматривается в прошлое, чтобы вернее и основательнее осмыслить нынешние конфликты.— литературовед Н. С. Ровенский
Автор более десяти книг художественной прозы.
Первые стихи и рассказы были напечатаны в 1926 году в «Крестьянском журнале» и «Журнале крестьянской молодежи».
В 1929 году в журнале «Сибирские огни» было напечатано стихотворение «Курганы» принесшее известность автору.
В 1933 году в Алма-Ате отдельным изданием вышел очерк «Золотой Алтай».
Поступив на работу в газету, Черепанов 40 лет занимался журналистикой, и, как отмечено в учебной пособии «Литература восточного Казахстана» — «Д. Ф. Черепанов — писатель-публицист, поэтому достаточно большое количество его статей, повестей и рассказов было опубликовано в газетах и журналах, издававшихся в Казахстане», например, не выходили отдельными изданиями или в сборниках новеллы «Листопад в безветрии», «Там, где не бывает равнодушия», повесть «Семипалатинцы»; рассказы: «Горькая приправа», «Октани Актойя», «До свидания, осень», и другие.
До войны опубликованные рассказы и повести, однако, не получили широкой известности и признания читателей.
На фронте работая в дивизионной газете помимо статей писал стихи:

Его стихотворения «Наш товарищ Доманюк», «Столбунов идёт в бой» и многие другие оказали действенное влияние на бойцов в смысле повышения их наступательного порыва.— из наградного листа на медаль «За отвагу», 5 мая 1943 года
Серьезно Д. Ф. Черепанов занялся литературой придя с фронта.
В 1956 году вышла в свет его первая книга «Крутизна», посвященная революционным событиям в Усть-Каменогорске и его окрестностях и становлении комсомола в двадцатые-тридцатые годы.
В дальнейшем написал книги: «По зову сердца» (1959), «Туман из ущелья» (1959), «Камень на дороге» (1962), «С докладом выступит другой» (1965), «Имена на обелисках» (1970), «Комиссар» (1977), «Час прощанья» (1977), «Сквозь годы» (1982).
Многие произведения писателя-журналиста носят документальный характер или основаны на реальных событиях.
Так, документальная повесть «Комиссар» (вышла в 1977 году, переработана в 1988 году в роман «Ветер в лицо») посвящена памяти друга юности, дивизионного комиссара Евгения Павловича Рыкова. Эта книга, в которой под своими именами выведены многие казахстанские комсомольцы 20-х годов, была очень популярна в Казахской ССР — в Алма-Ате даже рецензент книги М. И. Чистяков не смог её достать: «у нас в магазинах нет — разобрали», и просил автора прислать экземпляр.

В основу повести положены документальные факты участия Рыкова Е. П. в боевых действиях в годы войны и его гибель, воспоминания однополчан и членов его семьи: жены и дочери, поэтому для журналистов было делом чести прочесть и написать рецензию о прочитанном. Для Дмитрия Феофановича Черепанова Евгений Павлович Рыков остался озорным мальчишкой, другом комсомольской юности, сокурсником по Усть-Каменогорскому педагогическому техникуму им. В. В. Воровского.— Журнал «Простор», 1974 год
Выросший в строобрядческом селе, писатель с детства был знаком с религией, учительствуя в 1920-х годах в глухих сёлах сталкивался с религиозными пережитками. Многие его произведения посвящены антирелигиозной теме: пьеса «Звезда падучая», документальная повесть «Туман из ущелья» о жизни старообрядцев Восточного Казахстана, маленькая трилогия «Камень на дороге» (повести: «Перекрестившись на Восток», «Женщина в кандалах», «Ночевала тучка золотая») и другие.
В 1960 году по трилогии «Камень на дороге» поставил спектакль Псковский академический театр драмы имени А. С. Пушкина, главную роль играл В. Д. Лукин.
Пьеса «Звезда падучая» — трагическая история девушки-сироты воспитанной набожной бабушкой, обманутая молодым человеком, терпящая насмешки подруг и отвергнутая коллективом, она попадает в секту старообрядцев бабки Фетиньи:

Подружки, вместо того чтобы помочь девушке разобраться в этом сложном деле, ограничились насмешками над ней, называют ее Агафьей Ахинеевной… Да, Фетинья властна, да, она набожна, не скажет ни одного слова без цитаты из священного писания! Но в бога она не верит, для нее дела общины — удобная ширма, прикрывающая другие, более земные устремления. Общины-то нет! Есть ловкие дельцы, пытающиеся играть на религиозных чувствах отсталых людей.— Журнал «Театр», 1959 год

На основе обобщения большого фактического материала автор правдиво и убедительно раскрывает мучительные противоречия, душевные страдания и сомнения своей героини, вскрывает отвратительную сущность сектантского вероучения и его проповедников.— доктор философских наук Е.И. Шехтерман, книга «Основы научного атеизма», 1961 год
По пьесе «Звезда падучая» Русский театр драмы имени Ф. М. Достоевского города Семипалатинска в 1959 году поставил спектакль (Режиссёр С. И. Пожарский, главная роль И. И. Загвоздкина), «тепло принятый зрителями и получивший высокую оценку в прессе», так отмечалось, что «режиссёр С. И. Пожарский сумел правильно прочитать пьесу и подчеркнуть самые важные её стороны» при том, что «тема пьесы трудна. Жизненные конфликты остры и непримиримы. Разработать их для сцены было нелегко. Достаточно сказать, что окончательный вариант — пятый по счету…».
Как отметил литературовед Н. С. Ровенский, антирелигиозные повести Черепанова по своему смыслу больше чем просто критика религии:

Чаще всего обращается он к теме, которую принято называть антирелигиозной, хотя идеологический смысл её гораздо шире. С завидным терпением стремится Д. Черепанов понять и обьяснить причину столь долгой живучести религиозных предрассудков. Он умеет отличить проходимца и спекулянта на предрассудках от искренне верующего. Ему всегда больно видеть людей, одержимых столь тяжким заблуждением, веру в бога он понимает как большую беду человеческого сердца, как потерю духовного зрения. Поэтому разговаривает он с верующими с предельным тактом, без легкомысленной ухмылки превосходства, свойственной людям ограниченным и душевно безграмотным. И мы понимаем, что именно такой и должна быть человеческая позиция.— литературовед Н. С. Ровенский, Журнал «Простор», 1966 год

### Публикации произведений в периодических изданиях
- Курганы: стихи / Журнал «Сибирские огни» № 6 за 1929 год — стр. 73-75
- Октани Актойя: глава из повести // Газета «Ленинская смена» за 10 октября 1959
- Окгани Актойя. Рассказ // Журнал «Сибирские огни» — 1961. — № 6. — стр. 107—114.
- Рахат-лукум: повесть // Журнал «Простор» — 1961. — N 5. — стр. 71-103
- Сабзеревская стая: отрывок. из повести // Газета «Казахстанская правда» — 1965. — 16 январь. — С. 6
- Плотник и президент (К биографии М. И. Калинина) // Журнал «Простор», 1966, № 9, стр. 48—59
- Суровая колыбель: отрывок из повести // Газета «Ленинская смена» — 1969. — 12,13,14 марта

### Публицистика
- Так много они дали друг другу: воспоминание о М.Ауэзове // Иртыш.- 1967. — 27 сентябрь. — С. 4
- Край литературный (О музее Абая в Семипалатинске) // Иртыш.- 1969.- 3 июня. — С. 5
- Не зарастет народная тропа: К 125-летию со дня рождения Абая Кунанбаева (Обзор стихотворений) // Иртыш.- 1971.- 29 мая. — С. 2
- Талант глубокий и строгий: К 70-летию со дня рождения Г.Мусрепова // Иртыш.- 1972.- 22 мая. — С. 6

## Награды
Награждён орденами Отечественной войны и Красной Звезды, шестью медалями СССР, Почётными грамотами Верховного Совета Казахской ССР.